# Epinephelus poecilonotus
 Epinephelus poecilonotus és una espècie de peix de la família dels serrànids i de l'ordre dels perciformes.

## Morfologia
Els mascles poden assolir els 65 cm de longitud total.

## Distribució geogràfica
Es troba des de l'Àfrica oriental fins al Japó, Corea, el Mar de la Xina Meridional, Vietnam i Fidji.